# Віссаріон Гугушвілі
Гугушвілі Віссаріон Паатович (груз. ბესარიონ გუგუშვილი; нар. 1945) — грузинський  та чеченський політичний і державний діяч, перший прем'єр-міністр незалежної Грузії із 26 серпня 1991 до 6 січня 1992. Розробник грузинських комп'ютерних шрифтів.

## Біографія
Народився у сім'ї академіка Паата Гугушвілі  у місті Орджонікідзе (Владикавказ) Північно-Осетинської АРСР. 
Навчався на економічному факультеті  Тбіліського державного університету  в 1962-63 роках; у 1966-67 закінчив факультет сходознавства у за спеціальністю історія Туреччини. У 1970 році закінчив Тбіліський інститут іноземних мов за спеціальністю «англійська мова та література».   у 1971 року отримав ступінь кандидата економічних наук.
З 1973 року працював керівником Центру наукової інформації в галузі суспільних наук Академії наук Грузинської РСР  , потім заступником директора Центру з наукової роботи.
У 1990-91 роках Бесаріон Гугушвілі був заступником міністра культури Грузії, і водночас президентом змішаної державно-приватної компанії «Грузинська кінокорпорація», що була створена в результаті злиття та реорганізації колишнього Державного Комітету кінематографії та  кіностудії "Грузія-фільм" (1991).

## Глава уряду
21 серпня 1991 року після того, як Тенгіз Сігуа пішов у відставку, указом Президента Грузії Звіада Гамсахурдіа Бесаріон Гугушвілі був призначений в.о. Голови Уряду Республіки Грузія , а 26 серпня 1991 року після прийняття законів про заснування Кабінету міністрів Республіки Грузія був призначений президентом на посаду прем'єр-міністра, і затверджений Верховною радою Грузії в той же день .
Після Державного перевороту у Грузії (1991-1992)  виїхав у вигнання разом із Звіадом Гамсахурдіа та брав участь у спробі повернення влади у вересні-листопаді 1993 року. 
Після поразки у громадянській війні в Грузії та загибелі Гамсахурдіа з 1992 по 1994 рік Гугушвілі був членом Кабінету міністрів Чеченської Республіки Ічкерія при Президентові Джохар Дудаєв, виконуючи обов'язки керівника Департаменту статистики, а також був радником Дудаєва з економічних питань. В 1995 році виїхав до Фінляндії, де отримав політичний притулок. Станом на 2008 проживав у місті Вантаа де займався розробкою грузинських комп'ютерних шрифтів. Гугушвілі критикував те, що, на його думку, в Грузії зменшується роль релігії, і поширюються глобалістські та ліберальні ідеї.  Стверджував, що СРСР/Росія, уряд США (зокрема, тодішній Президент США Джордж Вокер старший, держсекретар Джеймс Бейкер і грузинський генерал польського походження Джон Шалікашвілі),  міністр закордонних справ Німеччини Ганс-Дітріх Геншер, турецькі торговці наркотиками та грецьке бізнес-лоббі спричинили падіння уряду Гамсахурдіа та захоплення влади Едуардом Шеварднадзе 

## ІТ-діяльність
Бесаріон Гугушвілі з 1978 року займається створенням комп’ютерних шрифтів - т.зв Шрифти BPG. Гугушвілі розробив грузинські гліфи для шрифту DejaVu. Він також брав участь у розробці грузинського шрифту для шрифту Nokia Pure. 
У 1988 році Бесаріон Гугушвілі створив першу комп’ютерну видавничу систему з грузинськими шрифтами, якою надруковано першу газету «Самшобло», заклавши основу оцифрованого видавництва та поліграфічного виробництва в Грузії.
У 1996 році Бесаріон Гугушвілі створив перший грузинський сайт «Shavlego» з власними (BPG) динамічними веб-шрифтами, що відповідають міжнародному стандарту кодування , а в 1997 році - другий сайт «Georgian Web Typography», який був присвячений використанню стандарту Unicode для грузинської мережі та Інтернету.